# Manicomio (película)
Manicomio es una película española codirigida por Luis María Delgado y Fernando Fernán Gómez. Producida en 1953 y estrenada el 25 de enero de 1954, es una comedia que adapta cuatro relatos: El sistema del Doctor Tarr y el Profesor Fether de Edgar Allan Poe, La mona de Imitación de Ramón Gómez de la Serna, Una Equivocación de Aleksandr Kuprin y El Médico Loco de Leonid Andréiev. Destaca por ser el debut en la dirección de Fernán Gómez, quien también realizó el guion junto a Francisco Tomás Contes.

## Sinopsis
Carlos va a visitar a su novia Juana al manicomio donde ella trabaja como psiquiatra especializada en aplicar el sistema de "benignidad" con los enfermos allí ingresados. 
Situado en Guadalix de la Sierra, una vez que acude allí Carlos va conociendo poco a poco a un extravagante grupo de personas que forman parte del día a día de su novia: el director y su sobrina, obsesionada por tocar continuamente el arpa, o el enfermero que repite, palabra por palabra, lo que dice Carlos.

## Reparto
- Susana Canales - Amanda
- Julio Peña - Miguel
- Elvira Quintillá - Mercedes
- Antonio Vico - Marido de Mercedes
- María Asquerino - Eugenia
- José María Lado - Dr. Posada
- Fernando Fernán Gómez - Carlos
- María Rivas - Juana
- Carlos Díaz de Mendoza - Dr. Garcés
- Vicente Parra - Alejo
- Ana de Leyva - Viajera en tren

## Recepción
La película obtuvo una escasa repercusión comercial y ha pasado a considerarse un título de culto. A pesar de lograr la financiación de Helenia Films, propiedad de Cayetano Torregrosa, y el apoyo de Eduardo Haro Tecglen y el diario Informaciones para realizar un estreno benéfico previo, no interesó ni a público ni crítica de la época.

"Estaba  claro que una de las razones, no la única, de su fracaso era lo que a nosotros -a mí, al colaborador en el guion y al codirector Luis María Delgado- más nos gustaba: su raíz literaria, su exceso de literatura. El público estaba de espaldas a un cine intelectualizado y tampoco la crítica se mostraba habitualmente a favor de un estilo que conceptuaba poco cinematográfico, defecto que solía atribuir al cine francés."
Fernando Fernán Gómez 